# Gabapentin
Gabapentin ist ein Arzneistoff aus der Gruppe der Gabapentinoide und gehört als Wirkstoff zu den Antikonvulsiva, der zur Behandlung der Epilepsie und neuropathischer Schmerzen eingesetzt wird. Der Arzneistoff wurde 1976 von Gödecke und Warner-Lambert patentiert. Weitere (in Deutschland verfügbare) Gabapentinoide, das heißt Substanzen, die an die alpha2-delta-Untereinheiten von präsynaptischen spannungsabhängigen Calcium-Kanälen binden und deren Funktion hemmen, sind Pregabalin (Antikonvulsivum) und Phenibut (als Nahrungsergänzungsmittel vermarktetes Gabapentinoid, welches in Deutschland dem NpSG unterliegt).

## Pharmakologie

### Anwendungsgebiete
Gabapentin ist zur Monotherapie von einfachen und komplexen partiellen Anfällen mit und ohne sekundäre Generalisierung und zur Zusatztherapie von partiellen Anfällen mit und ohne sekundäre Generalisierung zugelassen (in den USA seit 1994). Eine weitere Indikation ist die Behandlung neuropathischer Schmerzen. Diese entstehen z. B. bei einem Teil der Patienten mit einer Gürtelrose nach Abklingen der Hautveränderungen, der Post-Zoster-Neuralgie. Ein anderes häufiges Anwendungsgebiet ist die diabetische Polyneuropathie sowie die Behandlung von Phantomschmerzen. Auch postoperative Schmerzen können durch Gabapentin gemildert werden. Die Substanz kann auch bei refraktärem Husten wirken, wenn die Ursache keine anderen Maßnahmen erfordert.
Im Rahmen von off-label use (also außerhalb des in der Zulassung genehmigten Gebrauchs) kann es auch bei Spastik bei Multipler Sklerose eingesetzt werden, wenn mit den dafür zugelassenen Substanzen bei angemessener Dosierung und Anwendungsdauer keine ausreichende Linderung erzielt werden konnte oder Unverträglichkeit vorliegt. Ein Beschluss des Gemeinsamen Bundesausschuss (G-BA) zur Verordnungsfähigkeit in nicht zugelassenem Anwendungsgebiet trat im März 2014 in Kraft.
In der Veterinärmedizin wird Gabapentin als Analgetikum sowie als Anxiolytikum insbesondere bei Katzen verwendet. Als Antikonvulsivum kann es als Reservemedikament eingesetzt werden.

### Wirkmechanismus
Der Wirkmechanismus von Gabapentin ist noch nicht vollständig geklärt. Seine antikonvulsive Wirkung wird nicht mit einer direkten Aktivierung von GABA-Rezeptoren in Verbindung gebracht, obwohl es mit GABA strukturell verwandt ist. Als Wirkmechanismus wird eine Hemmung der glutamatergen Erregungsübertragung sowie (als Calciumkanalblocker) die Blockade zentraler Calcium-Kanäle (Calciumkanal-alpha-2-delta-Ligand) (N, P/Q) diskutiert.

### Nebenwirkungen
Die häufigsten Nebenwirkungen während der Anwendung von Gabapentin sind ausgeprägte Mundtrockenheit, Müdigkeit bzw. Schläfrigkeit, Schwindel, Kopfschmerzen, Übelkeit, Erbrechen, Gewichtszunahme, Nervosität, Schlaflosigkeit, Ataxie, Augenzittern, Parästhesien, gesteigerter Appetit, aber auch Appetitlosigkeit. Zudem können Ödeme, Mittelohrentzündung, Virus- und Atemwegsinfektionen, akute Pankreatitis, Leuko- und Thrombozytopenie, aber auch sexuelle Funktionsstörungen wie Erektions- und Ejakulationsversagen bis hin zur Impotenz sowie psychische Auffälligkeiten wie Angst, Depressionen, Halluzinationen, Denkstörungen, Feindseligkeit, Amnesie und Verwirrtheit auftreten.

### Wechselwirkungen
Die Resorption von Gabapentin kann durch gleichzeitige Einnahme von aluminium- oder magnesiumhaltigen Antacida wie Magaldrat beeinflusst werden. Opioide und Alkohol können die Wirkungen und Nebenwirkungen von Gabapentin verstärken.
Insbesondere die sich gegenseitig verstärkende Herabsetzung der Atemfrequenz kann die gleichzeitige Anwendung von Opioiden und Gabapentin begrenzen oder gänzlich ausschließen.
Gabapentin kann das Ergebnis einiger Urintests auf Proteine falsch-positiv beeinflussen.

### Gegenanzeigen
Bei Reizleitungsstörungen des Herzens ist Gabapentin kontraindiziert.

## Pharmakokinetik
Der Wirkstoff wird im Gegensatz zum verwandten Pregabalin oral nur mäßig gut resorbiert, die Resorptionsquote ist dabei invers proportional zur verabreichten Dosierung und beträgt entsprechend dosisabhängig etwa 30–70 %. Gabapentin besitzt dabei eine Halbwertszeit von 5 bis 7 Stunden im Blut, ausgeschieden wird es über den Harn.
Während Gabapentin beim Menschen unverändert ausgeschieden wird, erfolgt beim Hund eine Verstoffwechslung zu N-Methyl-Gabapentin, weshalb bei Hunden eine schnellere Elimination und damit kürzere Wirksamkeit zu verzeichnen ist.

## Physikalische und chemische Eigenschaften
Gabapentin tritt in drei polymorphen Kristallformen (Formen II, III und IV) und eine Hemihydratform (Form I) auf. Bei Raumtemperatur ist die Form II die thermodynamisch stabile Form.
Gabapentin ist ein Analogon der γ-Aminobuttersäure (GABA). Es liegt überwiegend als „inneres Salz“ bzw. Zwitterion vor, dessen Bildung dadurch zu erklären ist, dass das Proton der Carboxygruppe an das einsame Elektronenpaar des Stickstoffatoms der Aminogruppe wandert:
Im elektrischen Feld wandert das Zwitterion nicht, da es als Ganzes ungeladen ist. Genaugenommen ist dies am isoelektrischen Punkt (bei einem bestimmten pH-Wert) der Fall, bei dem das Gabapentin auch seine geringste Löslichkeit in Wasser hat. Der isoelektrische Punkt liegt bei 7,14.
Die Verbindung neigt zu einer intramolekularen Lactambildung. Als Verunreinigung infolge der Herstellung oder Lagerung sollte das Lactam im pharmazeutischen Produkt vermieden werden, da dieses toxischer als Gabapentin ist; es erzeugt Krämpfe.

## Synthese
Gabapentin kann in drei Reaktionsschritten aus 2-Cyclohexylidenmalonsäurediethylester hergestellt werden. Dabei wird zunächst durch Umsetzung mit Cyanid der 2-Cyclohexyl-2-cyanomalonsäurediethylester erhalten. Durch eine anschließende reduktive Cyclisierung ergibt sich eine Lactamzwischenverbindung, die unter sauren Bedingungen zum Gabapentin hydrolysiert und decarboxyliert wird.

## Analytik
Zur sicheren qualitativen und quantitativen Bestimmung von Gabapentin können nach angemessener Probenvorbereitung sowohl die Gaschromatographie als auch die HPLC insbesondere in Kopplung mit der Massenspektrometrie eingesetzt werden. Das analytische Vorgehen eignet sich auch für den Nachweis der Kontamination von Wasser als auch zum Nachweis in der forensischen Forschung. Für pharmakokinetische Untersuchungen werden auch Harnproben zur Bestimmung von Gabapentin eingesetzt.

## Handelsnamen
Monopräparate

Gababurg (A), Gabagamma (D), GabaLich (D), Gabalster (A), Gabatal (A), Gabantin (CH), Gabapentin (D), Gabax (D), Neurontin (D, A, CH), zahlreiche Generika (D, A, CH)